# Eccellenza Umbria 2003-2004
Il campionato italiano di calcio di Eccellenza regionale 2003-2004 è il tredicesimo organizzato in Italia. Rappresenta il sesto livello del calcio italiano ed il maggiore in ambito regionale.
Questo è il girone unico organizzato dal Comitato Regionale dell'Umbria.

## Stagione

### Aggiornamenti
Cambio di denominazione:
- da Vis Castelrigone a Castel Rigone.

Trasferimento di titolo sportivo:
- da Fortis Terni (Eccellenza Umbria) a Spoleto (retrocesso in Promozione Umbria) che assume la denominazione di Fortis Spoleto.

## Squadre partecipanti
| Squadra           | Città (provincia)                              | Stagione 2002-03                                   |
| ----------------- | ---------------------------------------------- | -------------------------------------------------- |
| Angelana          | Santa Maria degli Angeli di Assisi (PG)        | 18° in Serie D/F, retrocessa                       |
| Arrone            | Arrone (TR)                                    | 11° in Eccellenza Umbria                           |
| Bastia            | Bastia Umbra (PG)                              | 6° in Eccellenza Umbria                            |
| Cannara           | Cannara (PG)                                   | 9° in Eccellenza Umbria                            |
| Castel Rigone     | Castel Rigone di Passignano sul Trasimeno (PG) | 5° in Eccellenza Umbria                            |
| Città di Castello | Città di Castello (PG)                         | 4° in Eccellenza Umbria                            |
| Deruta            | Deruta (PG)                                    | 3° in Eccellenza Umbria                            |
| Fortis Spoleto    | Spoleto (PG)                                   | 16° in Eccellenza Umbria, retrocessa               |
| Narnese           | Narni (TR)                                     | 8° in Eccellenza Umbria                            |
| Nestor            | Marsciano (PG)                                 | 1° in Promozione Umbria/B, promossa                |
| Ortana            | Orte (VT)                                      | 7° in Eccellenza Umbria                            |
| Pontevecchio      | Ponte San Giovanni di Perugia                  | 13° in Eccellenza Umbria, salva dopo i play out    |
| Pretola           | Pretola di Perugia                             | 1° in Promozione Umbria/A, promosso dopo spareggio |
| San Sisto         | San Sisto di Perugia                           | 10° in Eccellenza Umbria                           |
| Torgiano          | Torgiano (PG)                                  | 2° in Promozione Umbria/A, promosso dopo play off  |
| Umbertide Tiberis | Umbertide (PG)                                 | 17° in Serie D/F, retrocessa                       |

## Classifica finale
|  | Pos. | Squadra           | Pt | G  | V  | N  | P  | GF | GS | DR  |
|  | ---- | ----------------- | -- | -- | -- | -- | -- | -- | -- | --- |
|  | 1.   | Fortis Spoleto    | 66 | 30 | 19 | 9  | 2  | 44 | 12 | +32 |
|  | 2.   | Umbertide Tiberis | 48 | 30 | 12 | 12 | 6  | 45 | 23 | +22 |
|  | 3.   | Città di Castello | 47 | 30 | 12 | 11 | 7  | 37 | 27 | +10 |
|  | 4.   | Narnese           | 47 | 30 | 13 | 8  | 9  | 41 | 30 | +11 |
|  | 5.   | Bastia            | 45 | 30 | 10 | 15 | 5  | 31 | 24 | +7  |
|  | 6.   | Ortana            | 43 | 30 | 11 | 10 | 9  | 34 | 33 | +1  |
|  | 7.   | Torgiano          | 42 | 30 | 11 | 9  | 10 | 32 | 39 | -7  |
|  | 8.   | Cannara           | 41 | 30 | 10 | 11 | 9  | 40 | 35 | +5  |
|  | 9.   | Nestor            | 40 | 30 | 9  | 13 | 8  | 31 | 28 | +3  |
|  | 10.  | Pontevecchio      | 40 | 30 | 9  | 13 | 8  | 26 | 24 | +2  |
|  | 11.  | Arrone            | 39 | 30 | 10 | 9  | 11 | 37 | 41 | -4  |
|  | 12.  | Castel Rigone     | 39 | 30 | 9  | 12 | 9  | 27 | 31 | -4  |
|  | 13.  | Deruta            | 36 | 30 | 9  | 9  | 12 | 37 | 40 | -3  |
|  | 14.  | San Sisto         | 25 | 30 | 6  | 7  | 17 | 28 | 48 | -20 |
|  | 15.  | Angelana          | 21 | 30 | 4  | 9  | 17 | 21 | 51 | -30 |
|  | 16.  | Pretola           | 18 | 30 | 3  | 9  | 18 | 28 | 53 | -25 |

Legenda:

      Promossa in Serie D 2004-2005.
      Ammessa ai play-off nazionali.
 Ammesse ai play-off o ai play-out.
      Retrocessa in Promozione Umbria 2004-2005.
Regolamento:

Tre punti a vittoria, uno a pareggio, zero a sconfitta.
In caso di arrivo a pari punti fra due squadre per attribuire il 1º posto (promozione diretta), il 16º posto (retrocessione diretta), il 5º posto (ultimo utile per i play-off), il 12º posto (primo utile per i play-out) ed i posti nella griglia dei play-off e dei play-out si effettua una gara di spareggio in campo neutro.
In caso di arrivo di due o più squadre a pari punti, la graduatoria verrà stilata secondo la classifica avulsa tra le squadre interessate, che prevede in ordine i seguenti criteri: 
- Punti negli scontri diretti
- Differenza reti negli scontri diretti
- Differenza reti generale
- Reti realizzate in generale
- Sorteggio

Note:

Città di Castello classificato al 3º posto dopo aver vinto lo spareggio in campo neutro contro la Narnese.
Arrone salvo dopo aver vinto in campo neutro lo spareggio per l'11º posto contro il Castel Rigone, che in seguito alla sconfitta è stato costretto a disputare i play out.
Deruta inizialmente retrocesso dopo i play out e successivamente ripescato.
L'Angelana retrocessa in Promozione Umbria, fallisce alla fine della stagione. Il club viene rifondato con la denominazione di Sporting Angelana ed iscritto in Seconda Categoria Umbria 2004-2005, in seguito all'acquisizione del titolo sportivo della S.C. Bastia Umbra.

## Spareggi

### Spareggio 3º posto
|                   | Risultati |         | Luogo                              |
| ----------------- | --------- | ------- | ---------------------------------- |
| Città di Castello | 1-0       | Narnese | Santa Maria degli Angeli di Assisi |
|                   |           |         |                                    |

### Spareggio 11º posto
|        | Risultati     |               | Luogo     |
| ------ | ------------- | ------------- | --------- |
| Arrone | 1-1 (5-3 dtr) | Castel Rigone | Marsciano |
|        |               |               |           |

### Play-off

#### Tabellone
|  | Semifinali | Semifinali        | Semifinali | Semifinali | Semifinali |  |  | Finale            | Finale            | Finale |  |
|  |            |                   |            |            |            |  |  |                   |                   |        |  |
|  | 5          | Bastia            | 1          | 2          | 3          |  |  |                   |                   |        |  |
|  | 2          | Umbertide Tiberis | 1          | 1          | 2          |  |  | Città di Castello | Città di Castello | 0      |  |
|  | 4          | Narnese           | 0          | 0          | 0          |  |  | Bastia            | Bastia            | 2      |  |
|  | 3          | Città di Castello | 0          | 2          | 2          |  |  |                   |                   |        |  |

#### Semifinali
|                   | Risultati |                   |  |
| ----------------- | --------- | ----------------- |  |
| Bastia            | 1-1       | Umbertide Tiberis |  |
| Umbertide Tiberis | 1-2       | Bastia            |  |
|                   |           |                   |  |
| Narnese           | 0-0       | Città di Castello |  |
| Città di Castello | 2-0       | Narnese           |  |
|                   |           |                   |  |

#### Finale
|                   | Risultati |        | Luogo     |
| ----------------- | --------- | ------ | --------- |
| Città di Castello | 0-2       | Bastia | Marsciano |
|                   |           |        |           |

### Play-out
|               | Risultati |               |  |
| ------------- | --------- | ------------- |  |
| Angelana      | 0-1       | Castel Rigone |  |
| Castel Rigone | 3-0       | Angelana      |  |
|               |           |               |  |
| San Sisto     | 1-1       | Deruta        |  |
| Deruta        | 0-2       | San Sisto     |  |
|               |           |               |  |